# Шор, Джон (генерал-губернатор)
Джон Шор (5 октября 1751 — 14 февраля 1834) — британский политик, генерал-губернатор Индии с 1793 по 1797 год.

## Биография
Сын Томаса Шора, суперкарго на службе Ост-Индской компании. Окончил школу Харроу. С 1769 служил в Британской Индии. С 1787 по 1789 год был членом Верховного Совета.
В 1793 году стал генерал-губернатором Индии и находился на этом посту до 1798 года. Во время своего правления проводил политику невмешательства, но заменил набоба в Ауде. Во время мятежа офицеров индийской армии пошёл на уступки.
Баронет с 1792 года, ирландский барон Тайгнмоут с 1798. Член Совета управления (1807—1828). Первый президент «Британского и иностранного библейского общества».
Близкий друг востоковеда Уильяма Джонса (1746—1794), в 1804 году редактировал воспоминания о его жизни, опубликовал многие его письма.

## Память
Воспоминания о Шоре опубликовал его сын в 1843 году.
В честь Шора назван род тропических деревьев — Шорея.